# Парк-Гіллс (Міссурі)
Парк-Гіллс (англ. Park Hills) — місто (англ. city) в США, в окрузі Сент-Франсуа штату Міссурі. Населення — 8587 осіб (2020).

## Географія
Парк-Гіллс розташований за координатами 37°49′18″ пн. ш. 90°30′39″ зх. д. / 37.82167° пн. ш. 90.51083° зх. д. (37.821655, -90.510945).  За даними Бюро перепису населення США в 2010 році місто мало площу 52,89 км², з яких 52,65 км² — суходіл та 0,23 км² — водойми.

## Демографія
Згідно з переписом 2010 року, у місті мешкало 8759 осіб у 3551 домогосподарстві у складі 2154 родин. Густота населення становила 166 осіб/км².  Було 3943 помешкання (75/км²).
Расовий склад населення:
| - 95,3 % — білих - 2,0 % — чорних або афроамериканців - 0,5 % — корінних американців - 0,4 % — азіатів - 0,1 % — вихідців з тихоокеанських островів |

До двох чи більше рас належало 1,4 %. Частка іспаномовних становила 1,3 % від усіх жителів.
За віковим діапазоном населення розподілялося таким чином: 26,2 % — особи молодші 18 років, 62,1 % — особи у віці 18—64 років, 11,7 % — особи у віці 65 років та старші. Медіана віку мешканця становила 32,7 року. На 100 осіб жіночої статі у місті припадало 93,7 чоловіків;  на 100 жінок у віці від 18 років та старших — 90,5 чоловіків також старших 18 років.
Середній дохід на одне домашнє господарство  становив 44 550 доларів США (медіана — 36 178), а середній дохід на одну сім'ю — 53 210 доларів (медіана — 45 096). Медіана доходів становила 36 337 доларів для чоловіків та 27 605 доларів для жінок. За межею бідності перебувало 30,1 % осіб, у тому числі 35,1 % дітей у віці до 18 років та 18,7 % осіб у віці 65 років та старших.
Цивільне працевлаштоване населення становило 3596 осіб. Основні галузі зайнятості: освіта, охорона здоров'я та соціальна допомога — 22,6 %, роздрібна торгівля — 18,7 %, виробництво — 13,7 %, публічна адміністрація — 9,3 %.